# 思佑法
思佑法（Hso Yep Hpa，—1398年），刀干孟之乱时期的麓川君主。

## 生平
思佑法是麓川下属的木邦酋长刀干孟之子。1397年9月，刀干孟造反，进攻麓川都城者兰，麓川君主思伦法逃走，麓川拥立思佑法为君主:93（又说为刀干孟指派）。1398年，明军反攻时将思佑法杀害:95。思佑法之子罕的法后来被封为木邦土官:97。